# Kreuzlingen

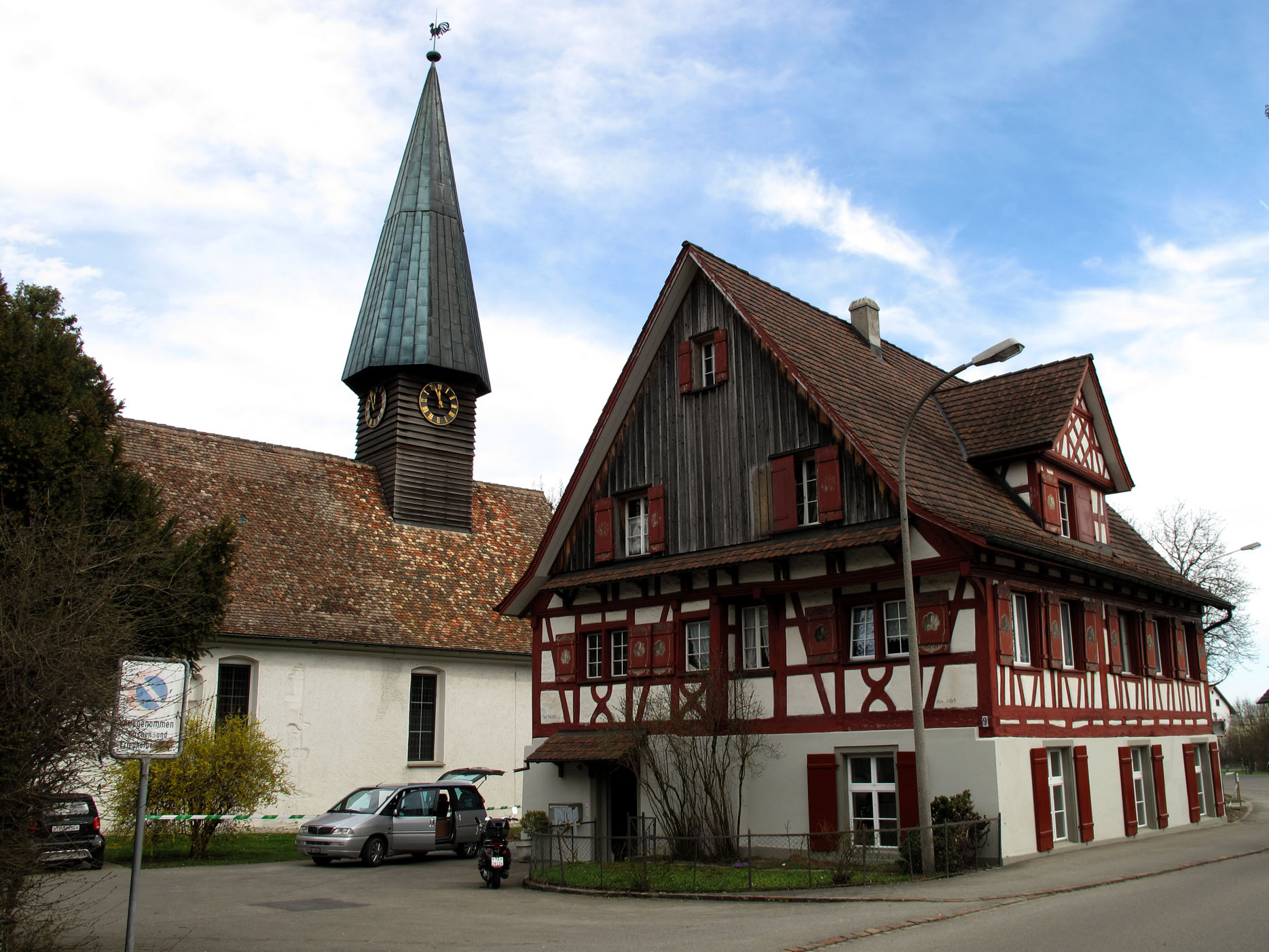
Imagen de una de las calles de la localidad, con una típica casa de entramado de maderas y la iglesia evangélica al fondo.

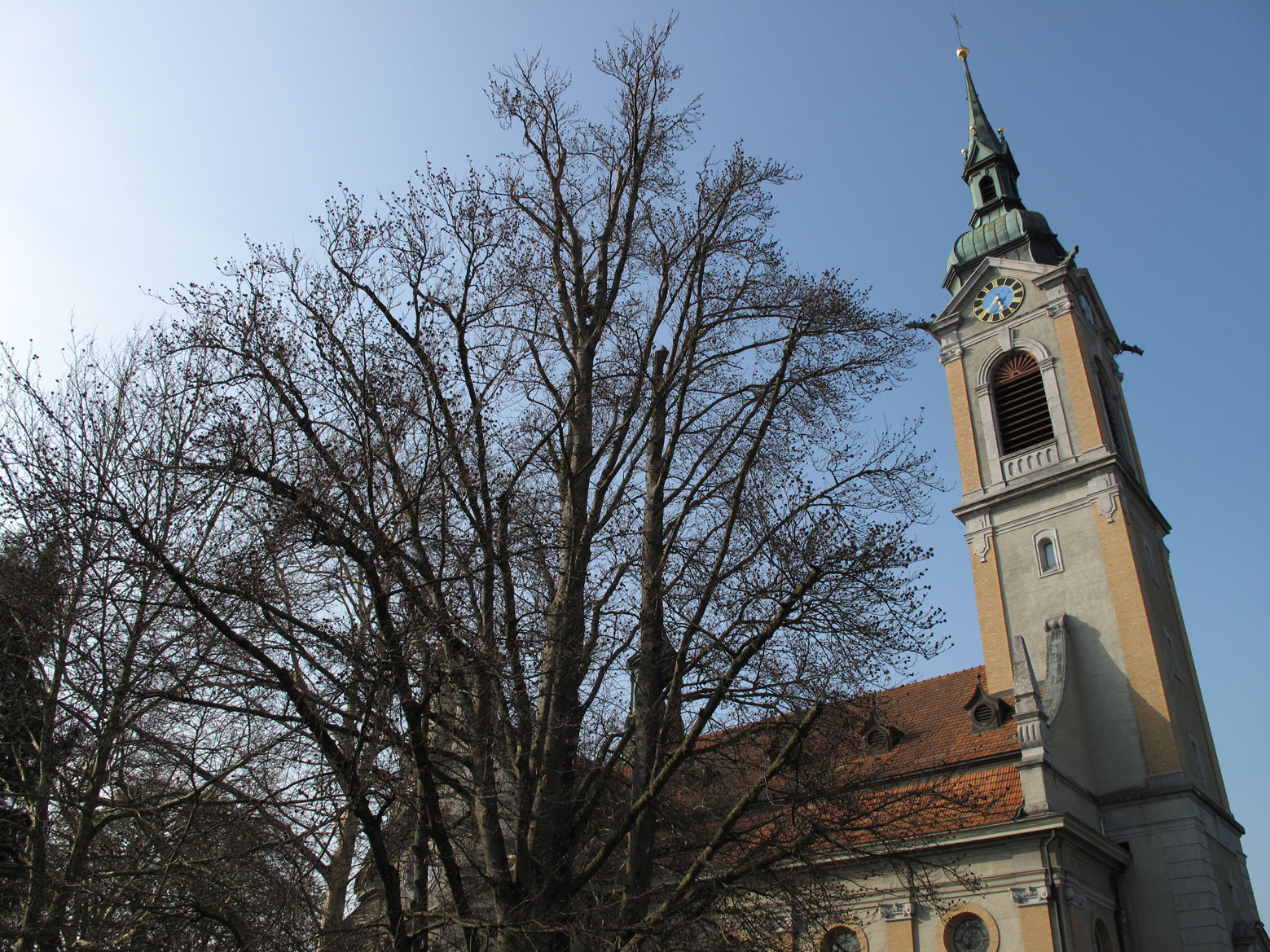
Torre de la iglesia católica de San Esteban.

Kreuzlingen es una ciudad y comuna suiza del cantón de Turgovia, capital del distrito de Kreuzlingen, situada a orillas del lago de Constanza. Limita al norte con la comuna de Constanza (DE-BW), al este con Bottighofen, al sureste con Lengwil, al suroeste con Kemmental y al oeste con Tägerwilen. 
Realmente esta ciudad y la vecina alemana de Constanza forman un único núcleo urbano, compartiendo sus calles y conformando una ciudad real que supera los 100.000 habitantes, la mayor concentración urbana de este gran lago.

## Historia

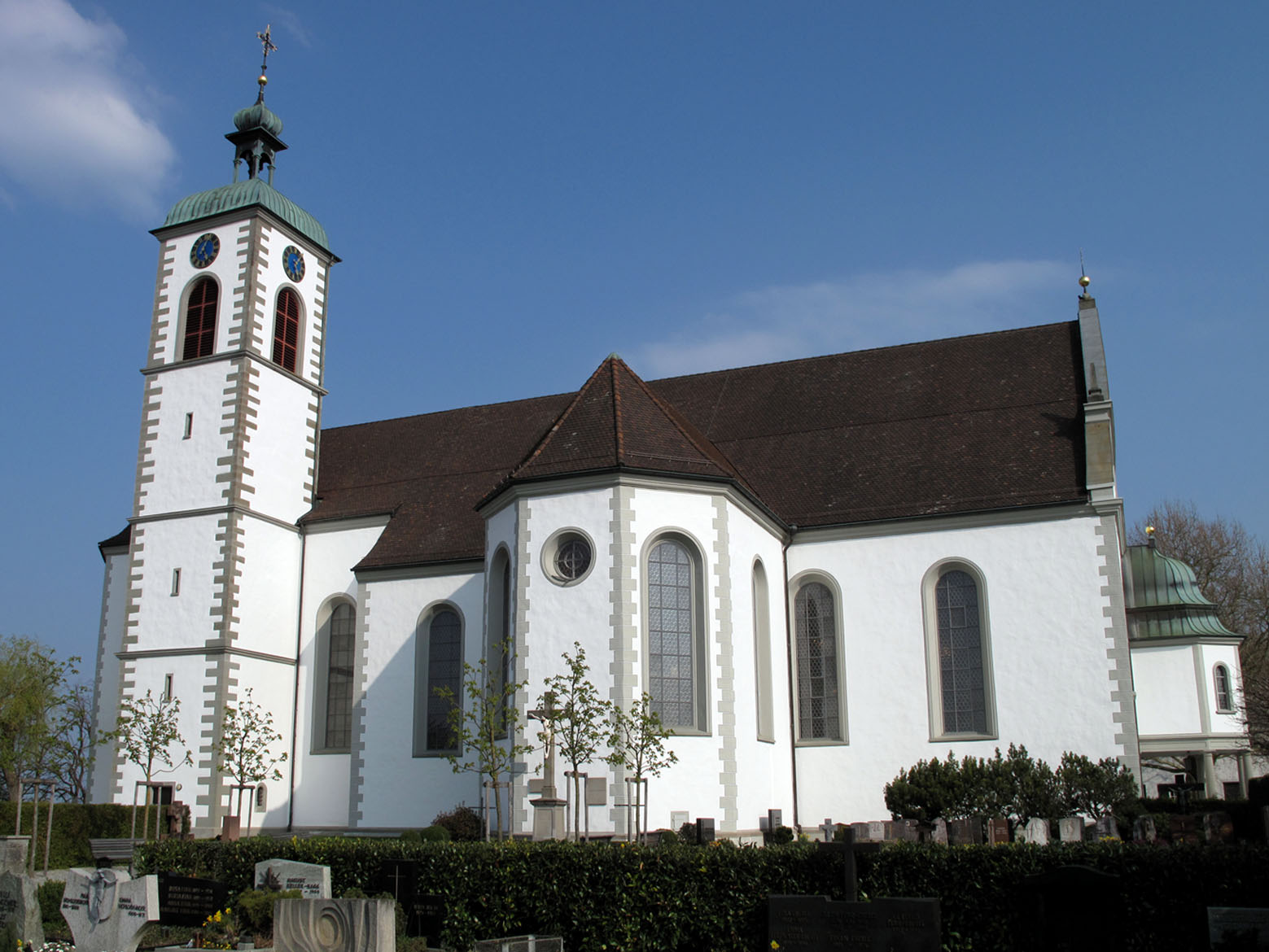
Basílica católica de San Ulrico.

El origen de la ciudad está en el antiguo monasterio agustino de "Crucelin", fundado en el año 1125 por el obispo de Constanza Ulrich I.

## Monumentos y turismo
La ciudad de Kreuzlingen cuenta con numerosos monumentos y lugares de ocio, a los que deberíamos sumar los de su ciudad vecina. Anexo a su puerto se encuentra el Seeburgpark, un bonito parque a la orilla del lago con una importante zona de juegos infantiles, amplios recintos de animales en peligro de la zona y acceso directo al Seemuseum, o Museo del Lago, cuyo contenido gira en torno a la historia del transporte fluvial y la pesca en el mismo.
Entre los edificios más importantes de la ciudad están la Basílica de San Ulrico (siglo XII) y el Palacio Girsberg (siglo XV), que alberga un Museo de Marionetas.

## Comunicaciones
La ciudad se ubica en el extremo noreste de Suiza y en las orillas del lago, lo cual la convierte en un nudo de comunicaciones importante, con accesos directos por ferrocarril y barco a diferentes ciudades de las vecinas Alemania y Austria. Además, el aeropuerto de Zürich se encuentra a sólo una hora de trayecto por tren.

## Ciudades hermanadas
- Cisternino
- Wolfach